# 세이프 (2012년 영화)
세이프(Safe)는 2012년 개봉한 미국의 액션 영화이다.
세이프는 2012년 4월 27일 라이언스게이트 필름스에서 개봉되었으며 비평가들로부터 엇갈린 평가를 받았다. 이 영화는 3천만 달러의 예산 대비 전 세계적으로 4,060만 달러의 수익을 올렸다.

## 줄거리
과거에 경찰이었고 격투기 선수였던 루크 라이트는 승부 조작된 격투 경기에서 의도치 않게 승리한다. 이에 러시아 마피아 두목 에밀은 루크의 임신한 아내를 죽이고, 그가 정기적으로 대화하는 사람까지 죽이겠다고 협박한다. 루크는 모든 것을 버리고 노숙자 생활을 시작한다. 한편, 중국의 수학 천재 소녀 메이는 범죄 조직의 자금 세탁을 위해 납치되어 뉴욕으로 보내진다.
1년 후, 메이는 긴 숫자를 암기하게 되는데, 이 숫자를 찾으려는 러시아 마피아와 메이를 이용하려는 중국 삼합회, 그리고 부패 경찰까지 얽히게 된다. 혼란 속에서 메이는 도망치고, 자살을 생각하던 루크는 메이를 도와 그녀를 추격하는 이들을 제압한다. 루크는 메이가 암기한 숫자가 금고 비밀번호임을 짐작하고, 그들을 추격하는 무리로부터 메이를 보호한다. 
알고 보니 루크는 과거 정부를 위해 일하던 암살자였고, 그가 제거했던 범죄자 중에는 부패 경찰과 결탁한 자들도 있었다. 루크는 돈을 마련하기 위해 부패 경찰과 손을 잡고 금고를 열지만, 배신당할 위기에 처하자 경찰들을 죽이고 메이를 구출한다. 금고에는 거액의 돈과 함께 뉴욕 내 모든 범죄 조직에 대한 정보가 담긴 디스크가 있었다. 루크는 돈을 이용하여 메이를 안전하게 빼내려 하지만, 배신과 암투가 이어진다.
결국, 루크는 과거 동료를 죽이고 돈을 챙긴 뒤 메이를 자유롭게 해주고, 디스크를 여러 곳에 숨긴다. 루크와 메이는 함께 새로운 삶을 시작하기 위해 서쪽으로 떠날 계획을 세운다. 둘은 안전한 미래를 기약하며 앞으로 나아간다.

## 캐스트
- 제이슨 스테이섬 - 루크 라이트(Luke Wright)
- 크리스 서랜던 - 메이어 트리멜로(Mayor Tremello)
- 캐서린 찬 - 메이(Mei)
- 로버트 존 버크 - 캡틴 울프(Captain Wolf)
- 제임스 홍 - 한 지아오(Han Jiao)
- 레기 리 - 관 창(Quan Chang)